# Eumelea assamensis
Eumelea assamensis är en fjärilsart som beskrevs av Louis Beethoven Prout 1921. Eumelea assamensis ingår i släktet Eumelea och familjen mätare. Inga underarter finns listade i Catalogue of Life.